# Nati nel 1947/Marzo
| Questa pagina contiene informazioni ricavate automaticamente dalle voci biografiche con l'ausilio del template Bio e di un bot. L'aggiornamento è periodico e automatico e ricostruisce completamente la pagina. Se manca una persona in questa lista, sei pregato di non aggiungerla, ma accertati piuttosto che la sua voce biografica contenga il template Bio e che i dati anagrafici siano correttamente compilati. Se il template Bio manca, inseriscilo tu stesso o, in alternativa, metti l'avviso {{tmp\|Bio}} che ne segnala la mancanza. Se i dati riportati sono sbagliati, correggi direttamente la voce biografica; le modifiche saranno visibili in questa lista entro pochi giorni. Per chiarimenti vedi il progetto biografie. La lista contiene solo le 324 persone che sono citate nell'enciclopedia e per le quali è stato implementato correttamente il template Bio. Pagina aggiornata al 18 ago 2025. |

- 1º marzo - Jacques Carette, ex velocista francese
- 1º marzo - Norman Connors, batterista, arrangiatore e compositore statunitense
- 1º marzo - Totīs Fylakourīs, ex calciatore greco
- 1º marzo - Franca Gonella, attrice italiana
- 1º marzo - Leonard Mann, attore statunitense
- 1º marzo - Giusto Picone, latinista italiano
- 1º marzo - Alan Thicke, attore, conduttore televisivo e cantautore canadese († 2016)
- 1º marzo - Hildegarde Vermeire, ex cestista belga
- 2 marzo - Attilio Cubeddu, criminale italiano
- 2 marzo - Jean-Guy Fechner, cantante, batterista e attore francese
- 2 marzo - Søren Kragh-Jacobsen, regista, sceneggiatore e musicista danese
- 2 marzo - Jurij Vladimirovič Matijasevič, matematico e informatico russo
- 2 marzo - Nelson Ned, cantante brasiliano († 2014)
- 2 marzo - Luciano Paganini, ex calciatore italiano
- 2 marzo - Viktor Papaev, allenatore di calcio e ex calciatore sovietico
- 2 marzo - Harry Redknapp, ex calciatore e allenatore di calcio inglese
- 2 marzo - Pugh Rogefeldt, cantante svedese († 2023)
- 2 marzo - Severino Saltarelli, attore italiano († 2020)
- 2 marzo - Juraj Szikora, calciatore cecoslovacco († 2005)
- 3 marzo - Remo Chiosso, autore di giochi italiano († 2007)
- 3 marzo - Billy Evans, ex cestista statunitense
- 3 marzo - Franco Giuseppucci, criminale italiano († 1980)
- 3 marzo - Takeo Ischi, cantante giapponese
- 3 marzo - Daniel Robert Jenky, vescovo cattolico statunitense
- 3 marzo - Ladislav Kuna, allenatore di calcio e calciatore cecoslovacco († 2012)
- 3 marzo - Dino Landini, ex calciatore italiano
- 3 marzo - Paolo Magelli, regista italiano
- 3 marzo - Milcíades Martinessi, cestista paraguaiano († 2019)
- 3 marzo - Ian O'Brien, ex nuotatore australiano
- 3 marzo - Arièle Semenoff, attrice francese
- 3 marzo - Dennis Shaw, ex giocatore di football americano statunitense
- 3 marzo - Otto Stuppacher, pilota automobilistico austriaco († 2001)
- 3 marzo - Óscar Tabárez, ex calciatore e allenatore di calcio uruguaiano
- 3 marzo - Jennifer Warnes, cantante statunitense
- 3 marzo - Willie Wise, ex cestista statunitense
- 3 marzo - George Wright, ex giocatore di football americano statunitense
- 4 marzo - Elio Calcabrini, ex pugile italiano
- 4 marzo - Nicole Calfan, attrice e scrittrice francese
- 4 marzo - Riccardo Dessì, ex calciatore e medico italiano
- 4 marzo - William Dudley, scenografo e costumista britannico († 2025)
- 4 marzo - Doug Ferguson, bassista britannico
- 4 marzo - David Franzoni, sceneggiatore e produttore cinematografico statunitense
- 4 marzo - Jan Garbarek, sassofonista e compositore norvegese
- 4 marzo - Carlos González, cestista argentino († 2012)
- 4 marzo - Paolo Guerrieri Paleotti, economista e politico italiano
- 4 marzo - Gunnar Hansen, attore e scrittore islandese († 2015)
- 4 marzo - Anthony Indelicato, mafioso statunitense
- 4 marzo - Phyllis Katz, attrice statunitense
- 4 marzo - Peter Kretauer, ex slittinista austriaco
- 4 marzo - Massimo Milazzo, attore, doppiatore e dialoghista italiano
- 4 marzo - Barbara Nowak, ex cestista polacca
- 4 marzo - Gerhard Werner, ex pentatleta tedesco
- 5 marzo - Natale Barbone, attore, produttore cinematografico e produttore teatrale italiano
- 5 marzo - Dario Dolci, ex calciatore italiano
- 5 marzo - Zdeněk Douša, cestista cecoslovacco († 2023)
- 5 marzo - William Driscoll, militare e aviatore statunitense
- 5 marzo - Dorival Carlos Esteves, calciatore brasiliano († 2020)
- 5 marzo - Eddie Hodges, attore statunitense
- 5 marzo - Jean Jouzel, ingegnere e climatologo francese
- 5 marzo - John Kitzhaber, politico e medico statunitense
- 5 marzo - Konstanty Andrzej Kulka, violinista polacco
- 5 marzo - Gian Nicola Pinotti, calciatore e allenatore di calcio italiano († 2010)
- 5 marzo - Clodagh Rodgers, cantante britannica († 2025)
- 5 marzo - Lucio Salis, comico, scrittore e produttore discografico italiano
- 5 marzo - Giancarlo Salvoldi, politico italiano
- 5 marzo - Ottis Toole, serial killer statunitense († 1996)
- 6 marzo - Ray Baartz, allenatore di calcio e ex calciatore australiano
- 6 marzo - Andy Burgin, ex calciatore inglese
- 6 marzo - Dick Fosbury, altista statunitense († 2023)
- 6 marzo - Rita Gildemeister, ex altista tedesca
- 6 marzo - Martin Kove, attore e artista marziale statunitense
- 6 marzo - Kiki Dee, cantante britannica
- 6 marzo - Teru Miyamoto, scrittore giapponese
- 6 marzo - Mwamba Kazadi, calciatore della Repubblica Democratica del Congo († 1996)
- 6 marzo - Jean-Claude Osman, ex calciatore francese
- 6 marzo - Killer Khan, wrestler giapponese († 2023)
- 6 marzo - Eliseo Paolini, ex tiratore a segno sammarinese
- 6 marzo - Rob Reiner, regista, attore e produttore cinematografico statunitense
- 6 marzo - Ivan Vakarčuk, fisico e politico ucraino († 2020)
- 7 marzo - Jaroslav Barton, ex calciatore cecoslovacco
- 7 marzo - Marit Bech, coreografa italiana
- 7 marzo - Virginia Duenkel, ex nuotatrice statunitense
- 7 marzo - Greg Fillmore, ex cestista statunitense
- 7 marzo - Aurelio García, ex sciatore alpino spagnolo
- 7 marzo - Richard Lawson, attore statunitense
- 7 marzo - Michel Mercier, politico francese
- 7 marzo - Želimir Puljić, arcivescovo cattolico croato
- 7 marzo - Marilyn Ramenofsky, ex nuotatrice statunitense
- 7 marzo - Walter Röhrl, ex pilota di rally tedesco
- 7 marzo - Andrea Roncato, attore, comico e personaggio televisivo italiano
- 7 marzo - Flavio Ronchi, ex calciatore italiano
- 7 marzo - Rubén Suñé, calciatore e allenatore di calcio argentino († 2019)
- 7 marzo - Ollie Taylor, cestista statunitense († 2025)
- 7 marzo - Giuseppe Zenti, vescovo cattolico italiano
- 8 marzo - Ettore Garofolo, attore italiano († 1999)
- 8 marzo - Jesús Goyzueta, ex calciatore peruviano
- 8 marzo - Michael Hart, informatico, scrittore e attivista statunitense († 2011)
- 8 marzo - Santiago Lazcano, ciclista su strada spagnolo († 1985)
- 8 marzo - Viktor Mazanov, ex nuotatore sovietico
- 8 marzo - Vladimír Mišík, musicista e politico ceco
- 8 marzo - Ann O'Donnell, ex schermitrice statunitense
- 8 marzo - Sally Oldfield, musicista e cantante britannica
- 8 marzo - Peter Persidis, allenatore di calcio e calciatore austriaco († 2009)
- 8 marzo - Florentino Pérez, imprenditore e politico spagnolo
- 8 marzo - Tom Rapp, cantautore statunitense († 2018)
- 8 marzo - Silvia Tortosa, attrice spagnola († 2024)
- 8 marzo - Tunku Naquiyuddin, principe, diplomatico e dirigente d'azienda malese
- 8 marzo - Mario Zanotti, ex calciatore argentino
- 9 marzo - Guido Brignone, ex politico italiano
- 9 marzo - Robert Ciranko, predicatore statunitense
- 9 marzo - Guem, percussionista algerino († 2021)
- 9 marzo - Keri Hulme, scrittrice neozelandese († 2021)
- 9 marzo - Žarko Korać, politico e psicologo serbo
- 9 marzo - Roberto Marconcini, ex calciatore italiano
- 9 marzo - Emiliano Mondonico, calciatore e allenatore di calcio italiano († 2018)
- 9 marzo - John Wile, allenatore di calcio e ex calciatore inglese
- 10 marzo - Paolo Bertezzolo, politico e scrittore italiano
- 10 marzo - Bob Burrows, ex cestista e ex giocatore di baseball canadese
- 10 marzo - Kim Campbell, politica canadese
- 10 marzo - Piers Corbyn, meteorologo britannico
- 10 marzo - Pietro Antonio Di Prima, politico italiano
- 10 marzo - Enzo Frisoni, ex ciclista su strada sammarinese
- 10 marzo - Hubert Haddad, scrittore e storico dell'arte francese
- 10 marzo - Erzsébet Horváth, ex cestista ungherese
- 10 marzo - Donal Lunny, musicista irlandese
- 10 marzo - Andrew Parrott, direttore d'orchestra britannico
- 10 marzo - Tom Scholz, chitarrista, bassista e tastierista statunitense
- 10 marzo - Serena Spaziani, attrice, doppiatrice e direttrice del doppiaggio italiana
- 10 marzo - Colin Stinton, attore canadese
- 10 marzo - Gerardo Vera, attore, regista e costumista spagnolo († 2020)
- 10 marzo - Zachary Zorn, ex nuotatore statunitense
- 11 marzo - Joe Coen, attore statunitense († 2016)
- 11 marzo - Eugenio De Signoribus, poeta italiano
- 11 marzo - Flaminia Morandi, scrittrice, giornalista e conduttrice radiofonica italiana
- 11 marzo - Tristan Murail, compositore francese
- 11 marzo - Giulio Sapelli, economista, storico e dirigente d'azienda italiano
- 11 marzo - David Stewart, calciatore scozzese († 2018)
- 11 marzo - Blue Weaver, tastierista e compositore gallese
- 11 marzo - Alan Yentob, manager e conduttore televisivo britannico († 2025)
- 12 marzo - Aleksandr Bološev, cestista e allenatore di pallacanestro sovietico († 2010)
- 12 marzo - Adela Cortina, filosofa spagnola
- 12 marzo - Didier Flamand, attore e regista francese
- 12 marzo - Dante Mircoli, calciatore e allenatore di calcio italiano († 2024)
- 12 marzo - Carmine Nardone, politico e economista italiano
- 12 marzo - David Rigert, ex sollevatore sovietico
- 12 marzo - Mitt Romney, politico e dirigente d'azienda statunitense
- 12 marzo - Sylvia Čápová-Vizváry, pianista ungherese
- 13 marzo - Sayyid Al-Qemany, islamista egiziano († 2022)
- 13 marzo - Lesley Collier, ex ballerina e docente inglese
- 13 marzo - Theodōros Katsanevas, politico greco († 2021)
- 13 marzo - Dave Kelly, cantante e chitarrista inglese
- 13 marzo - Gerald Koocher, psicologo statunitense
- 13 marzo - Katty Line, cantante francese
- 13 marzo - Krystyna Machnicka-Urbánska, ex schermitrice polacca
- 13 marzo - Sergej Prichod'ko, ex schermidore sovietico
- 13 marzo - Iouri Ouchakov, politico, funzionario e diplomatico russo
- 14 marzo - Pam Ayres, poetessa britannica
- 14 marzo - Gianni Bella, compositore e cantautore italiano
- 14 marzo - Roy Budd, musicista e compositore britannico († 1993)
- 14 marzo - Paolo Giaretta, politico italiano
- 14 marzo - William J. Jefferson, politico e avvocato statunitense
- 14 marzo - Wolfram Kaminke, calciatore tedesco († 2020)
- 14 marzo - Pasqualino Moretti, ex ciclista su strada italiano
- 14 marzo - Maria Helena Pader, attrice e doppiatrice brasiliana
- 14 marzo - Roberto Piumini, scrittore, poeta e autore televisivo italiano
- 14 marzo - Judith Plaskow, teologa statunitense
- 14 marzo - James Scott, pugile statunitense († 2018)
- 14 marzo - Gennadij Nikolaevič Trošev, generale russo († 2008)
- 15 marzo - Ry Cooder, chitarrista e compositore statunitense
- 15 marzo - Carlo Fontana, direttore teatrale, politico e critico teatrale italiano
- 15 marzo - Crisanto Valdés, calciatore e allenatore di calcio spagnolo († 2009)
- 15 marzo - Masao Katō, goista giapponese († 2004)
- 15 marzo - Barrie Mitchell, calciatore scozzese († 2021)
- 15 marzo - Jean-Claude Nallet, ostacolista e velocista francese († 2023)
- 15 marzo - Federico Peña, politico statunitense
- 15 marzo - Franz Schuh, scrittore austriaco
- 15 marzo - Danuta Stróżyna, ex cestista polacca
- 15 marzo - Stomu Yamashta, compositore, percussionista e tastierista giapponese
- 15 marzo - Novruz Məmmədov, politico azero
- 16 marzo - Mario Canzio, dirigente pubblico italiano
- 16 marzo - Keith Devlin, matematico e scrittore inglese
- 16 marzo - Trevor Hartley, ex calciatore e allenatore di calcio inglese
- 16 marzo - Dave Moorcroft, ex calciatore inglese
- 16 marzo - Giuseppe Semeraro, politico italiano († 2022)
- 16 marzo - James Sladky, danzatore su ghiaccio statunitense († 2017)
- 16 marzo - Ueli Sutter, ex ciclista su strada svizzero
- 16 marzo - Giannīs Tomaras, ex calciatore greco
- 16 marzo - Andrea Viotti, costumista, scenografo e saggista italiano
- 16 marzo - Luciano Visintini, calciatore italiano († 2006)
- 17 marzo - Alexandre Arcady, regista, sceneggiatore e produttore cinematografico francese
- 17 marzo - Boris Groys, storico dell'arte tedesco
- 17 marzo - Hans Jacobson, schermidore e pentatleta svedese († 1984)
- 17 marzo - Dimo Kostov, ex lottatore bulgaro
- 17 marzo - Sepp Kusstatscher, politico italiano
- 17 marzo - James Morrow, autore di fantascienza statunitense
- 17 marzo - Dean Parks, chitarrista statunitense
- 17 marzo - Ed White, attore statunitense († 2004)
- 17 marzo - Kunihiko Yokoyama, ex cestista giapponese
- 18 marzo - Patrick Barlow, attore e drammaturgo britannico
- 18 marzo - Patrick Chesnais, attore e regista francese
- 18 marzo - Olek Krupa, attore e regista polacco
- 18 marzo - John Laband, storico e scrittore sudafricano († 2025)
- 18 marzo - Nicholas Le Prevost, attore inglese
- 18 marzo - Deborah Lipstadt, storica statunitense
- 18 marzo - Karen McCarthy, politica statunitense († 2010)
- 18 marzo - John Clayton Nienstedt, arcivescovo cattolico statunitense
- 18 marzo - Maurizio Paladini, politico italiano
- 18 marzo - Vicente Ramos, ex cestista spagnolo
- 18 marzo - Steven Schiff, politico e avvocato statunitense († 1998)
- 18 marzo - Drew Struzan, illustratore statunitense
- 18 marzo - Walter Tobagi, giornalista e scrittore italiano († 1980)
- 18 marzo - Hal Varian, economista statunitense
- 18 marzo - Marouf al-Bakhit, politico e militare giordano († 2023)
- 19 marzo - Inge Bödding, ex velocista tedesca
- 19 marzo - John Cardy, fisico britannico
- 19 marzo - Glenn Close, attrice statunitense
- 19 marzo - Marinho Peres, allenatore di calcio e calciatore brasiliano († 2023)
- 19 marzo - Jean-Marie Mokoko, generale e politico della Repubblica del Congo
- 19 marzo - Armistead Neely, tennista statunitense († 2024)
- 19 marzo - Paolo Romeo, politico e avvocato italiano
- 19 marzo - Mario Toma, politico italiano
- 19 marzo - Erika Zuchold, ginnasta tedesca († 2015)
- 20 marzo - Antonio Bassolino, politico italiano
- 20 marzo - Christian Binet, fumettista francese
- 20 marzo - John Boswell, storico statunitense († 1994)
- 20 marzo - Rocco Fotia, calciatore italiano († 2022)
- 20 marzo - Samuel Kobia, pastore protestante e teologo keniano
- 20 marzo - Elly Plooij-van Gorsel, politica olandese
- 20 marzo - Chip Zien, attore statunitense
- 20 marzo - Hassan bin Talal, principe giordano
- 21 marzo - Pat Cramer, ex tennista sudafricano
- 21 marzo - Aldo De Martino, attore e cabarettista italiano
- 21 marzo - Michael Dibdin, scrittore britannico († 2007)
- 21 marzo - Eugenio Fumagalli, ex calciatore italiano
- 21 marzo - Jiří Kylián, coreografo e ex ballerino ceco
- 21 marzo - Franco Mussida, chitarrista, compositore e cantautore italiano
- 21 marzo - Boris Pavlov, sollevatore sovietico († 2004)
- 21 marzo - Roberto Poppi, critico cinematografico e storico del cinema italiano
- 21 marzo - Tazio Roversi, calciatore italiano († 1999)
- 21 marzo - Billy Sinclair, allenatore di calcio e ex calciatore scozzese
- 21 marzo - Maria Elena Stasi, politica e prefetta italiana
- 21 marzo - Ferenc Szekeres, ex maratoneta ungherese
- 22 marzo - Ahmed Al-Tarabilsi, ex calciatore kuwaitiano
- 22 marzo - Brandt Edwards, attore, cantante e ballerino statunitense
- 22 marzo - Louis Grech, politico maltese
- 22 marzo - Lamar Green, ex cestista statunitense
- 22 marzo - André Heller, cantante, artista e attore austriaco
- 22 marzo - Afanasijs Kuzmins, tiratore a segno lettone
- 22 marzo - Aleandro Longhi, politico italiano
- 22 marzo - Erik Orsenna, scrittore francese
- 22 marzo - James Patterson, scrittore statunitense
- 22 marzo - Tony Pope, doppiatore statunitense († 2004)
- 22 marzo - Bob Portman, ex cestista statunitense
- 22 marzo - Michael Utley, tastierista e produttore discografico statunitense
- 22 marzo - Dyanik Zurakowska, attrice belga († 2011)
- 23 marzo - Carlo Cicuttini, terrorista italiano († 2010)
- 23 marzo - Christine Gregoire, politica e avvocato statunitense
- 23 marzo - Yoheved Kaplinsky, insegnante israeliana
- 23 marzo - Louis Alphonse Koyagialo, politico della Repubblica Democratica del Congo († 2014)
- 23 marzo - Serena Verdirosi, doppiatrice e direttrice del doppiaggio italiana
- 24 marzo - Jean-Christophe Bouvet, attore francese
- 24 marzo - Paul Cartledge, storico inglese
- 24 marzo - Pierre Dieudonné, pilota automobilistico belga
- 24 marzo - Dennis Erickson, allenatore di football americano statunitense
- 24 marzo - Federico Fazzuoli, conduttore televisivo e sceneggiatore italiano
- 24 marzo - Archie Gemmill, ex calciatore e allenatore di calcio scozzese
- 24 marzo - Mick Jones, allenatore di calcio e calciatore inglese († 2022)
- 24 marzo - Meiko Kaji, cantante e attrice giapponese
- 24 marzo - Jorge Martínez, attore argentino
- 24 marzo - Vinod Mishra, politico e rivoluzionario indiano († 1998)
- 24 marzo - Stefan Reško, ex calciatore sovietico
- 24 marzo - Alan Weisman, scrittore e giornalista statunitense
- 25 marzo - Gabriela Beňačková, soprano slovacco
- 25 marzo - Homayoun Ershadi, attore iraniano
- 25 marzo - Guy Formici, ex calciatore francese
- 25 marzo - Ibrahim al-Ja'fari, politico iracheno
- 25 marzo - Elton John, cantante, compositore e pianista britannico
- 25 marzo - Ellen Langer, psicologa statunitense
- 25 marzo - Claudine Schneider, politica e ambientalista statunitense
- 26 marzo - Harold Bornstein, medico statunitense († 2021)
- 26 marzo - Jon DeVries, attore statunitense
- 26 marzo - Miroslava Hajek, storica dell'arte ceca
- 26 marzo - Richard Gerard Lennon, vescovo cattolico statunitense († 2019)
- 26 marzo - Hichem Rostom, attore tunisino († 2022)
- 26 marzo - Cosimo Sgobio, politico italiano
- 27 marzo - Ivo Baldi Gaburri, vescovo cattolico italiano († 2021)
- 27 marzo - Oliver Friggieri, scrittore, poeta e critico letterario maltese († 2020)
- 27 marzo - Saleh Kebzabo, politico e giornalista ciadiano
- 27 marzo - John Mayhew, batterista britannico († 2009)
- 27 marzo - Aad de Mos, allenatore di calcio olandese
- 28 marzo - Vincenzo Cerulli Irelli, politico italiano
- 28 marzo - Rita Da Re, scultrice e pittrice italiana († 2008)
- 28 marzo - Roberto Dal Cortivo, politico italiano
- 28 marzo - Gian Paolo Guidetti, allenatore di pallavolo italiano
- 28 marzo - David McKinley, politico statunitense
- 28 marzo - Cesarino Monti, politico italiano († 2012)
- 28 marzo - Oswaldo Ramírez, ex calciatore peruviano
- 29 marzo - Bruno Bongiovanni, storico italiano
- 29 marzo - Walter Facchinetti, ex pugile italiano
- 29 marzo - Giuseppe Gianni, politico italiano
- 29 marzo - Robert Gordon, cantante, musicista e attore statunitense († 2022)
- 29 marzo - Geert van Istendael, scrittore, poeta e saggista belga
- 29 marzo - Ryszard Katus, ex multiplista polacco
- 29 marzo - Bobby Kimball, cantante statunitense
- 29 marzo - Aage Kvalbein, violoncellista e docente norvegese
- 29 marzo - Viktor Potapov, velista russo († 2017)
- 29 marzo - Kuniaki Shibata, ex pugile giapponese
- 29 marzo - Aleksandr Stepanovič Viktorenko, cosmonauta sovietico († 2023)
- 30 marzo - Roy Barth, ex tennista statunitense
- 30 marzo - Roberto Formigoni, ex politico italiano
- 30 marzo - Pierangelo Gergati, ex cestista italiano
- 30 marzo - Margarita Rodríguez, ex schermitrice cubana
- 30 marzo - Yūko Tsushima, scrittrice, saggista e critica letteraria giapponese († 2016)
- 30 marzo - Liliana Ursino, annunciatrice televisiva italiana († 2018)
- 31 marzo - Oliviero Dinelli, attore e doppiatore italiano
- 31 marzo - Jorge Dominichi, calciatore argentino († 1998)
- 31 marzo - César Gaviria, politico e economista colombiano
- 31 marzo - Alberto Giacomin, ex calciatore italiano
- 31 marzo - Eliyahu M. Goldratt, fisico israeliano († 2011)
- 31 marzo - George Masin, ex schermidore statunitense
- 31 marzo - Domenico Mogavero, vescovo cattolico italiano
- 31 marzo - Wendy Overton, ex tennista statunitense
- 31 marzo - Luigi Padovese, vescovo cattolico italiano († 2010)
- 31 marzo - Guido Sagliocca, attore e doppiatore italiano